# 716년

## 연호
- 당(唐) 개원(開元) 4년
- 일본(日本) 레이키(霊亀) 2년
- 발해(渤海) 천통(天統) 19년

## 기년
- 당(唐) 현종(玄宗) 5년
- 신라(新羅) 성덕왕(聖德王) 15년
- 발해(渤海) 고왕(高王) 19년

## 사건
- 당나라 상왕 예종 세상을 떠남.

## 사망
- 당나라, 4대 국왕 예종(睿宗)